# گنو نانو
نانو (به انگلیسی: nano) نام یک ویرایشگر متن برای سیستم‌های شبه یونیکس است. ویرایشگر نانو شبیه به ویرایشگر پیکو ساخته شده است بعلاوه اینکه قابلیتهای بیشتری دارد و اجازه‌نامه آن تحت پروانه عمومی همگانی گنو می‌باشد.